# Zostérops de Ceylan
Zosterops ceylonensis
Espèce
Statut de conservation UICN

 LC  : Préoccupation mineure
Le Zostérops de Ceylan (Zosterops ceylonensis) est une espèce d'oiseau de la famille des Zosteropidae. Il est endémique des hauteurs du Sri Lanka, dont il occupe les forêts à la recherche de nectar, de baies et d'insectes.

## Dénomination
Le nom Zostérops est issu du grec ζωστήρ (zoster) signifiant "ceinture" et ὤψ (ops) signifiant "œil", en référence au cercle blanc qui entoure ses yeux. Le qualificatif "de Ceylan" se réfère à son origine sri lankaise, Ceylan étant l'ancien nom du Sri Lanka ; la deuxième partie de son nom latin signifie tout simplement "de Ceylan".

## Description
Le Zostérops de Ceylan est un petit oiseau mesurant aux alentours de 11 cm. Il arbore des dessus sombres, généralement couleur olive ; il possède des lores gris foncé et un œil cerclé de blanc (le cercle est interrompu à l'avant, dans la continuation des lores. Sa gorge est jaune-vert et les dessous de sa queue sont jaunes ; le reste de ses dessous est gris clair.

La femelle est très semblable au mâle, avec un front légèrement plus clair ; les juvéniles sont également plus pâles, avec un cercle oculaire moins prononcé et un jaune plus éclatant.

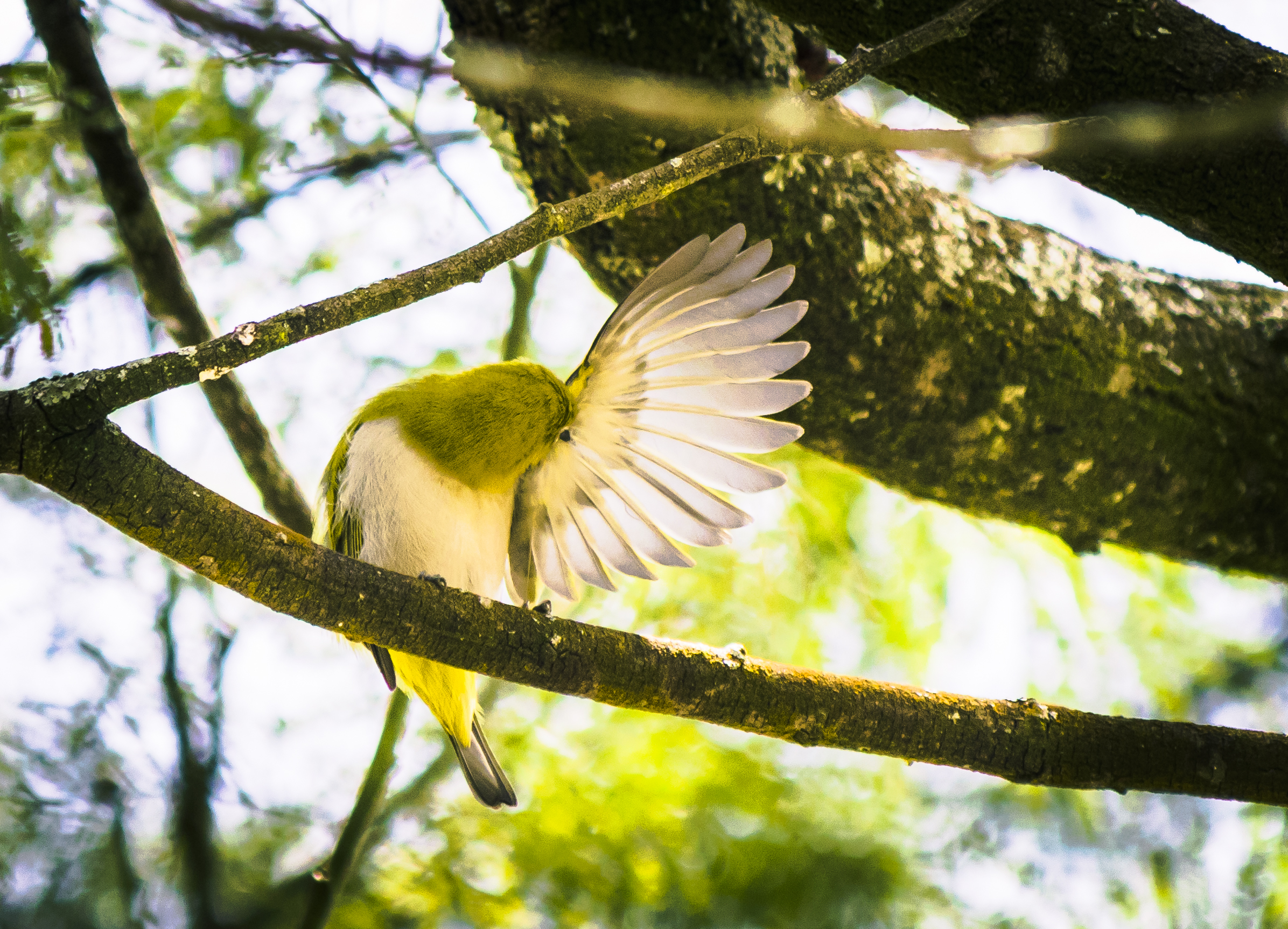
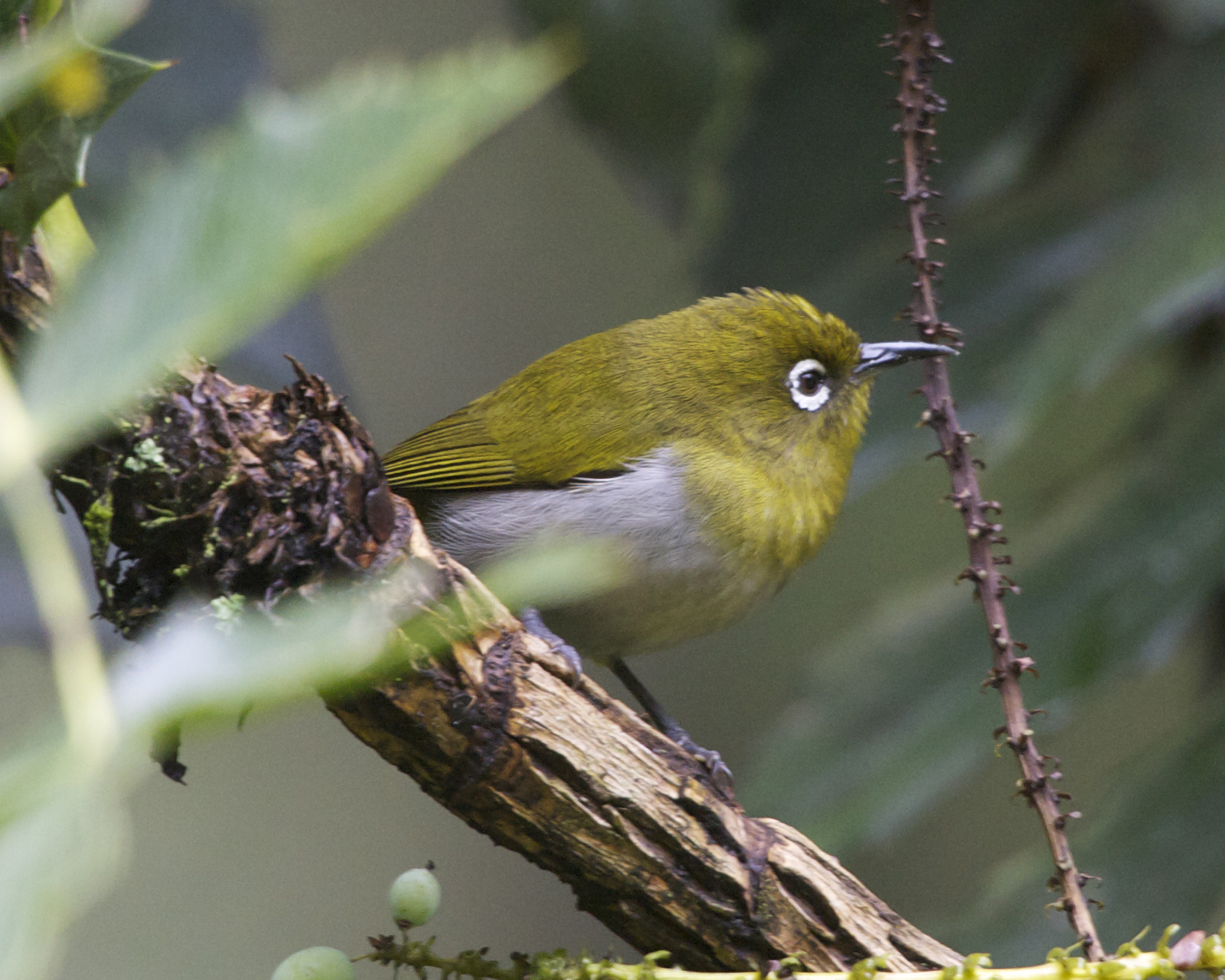
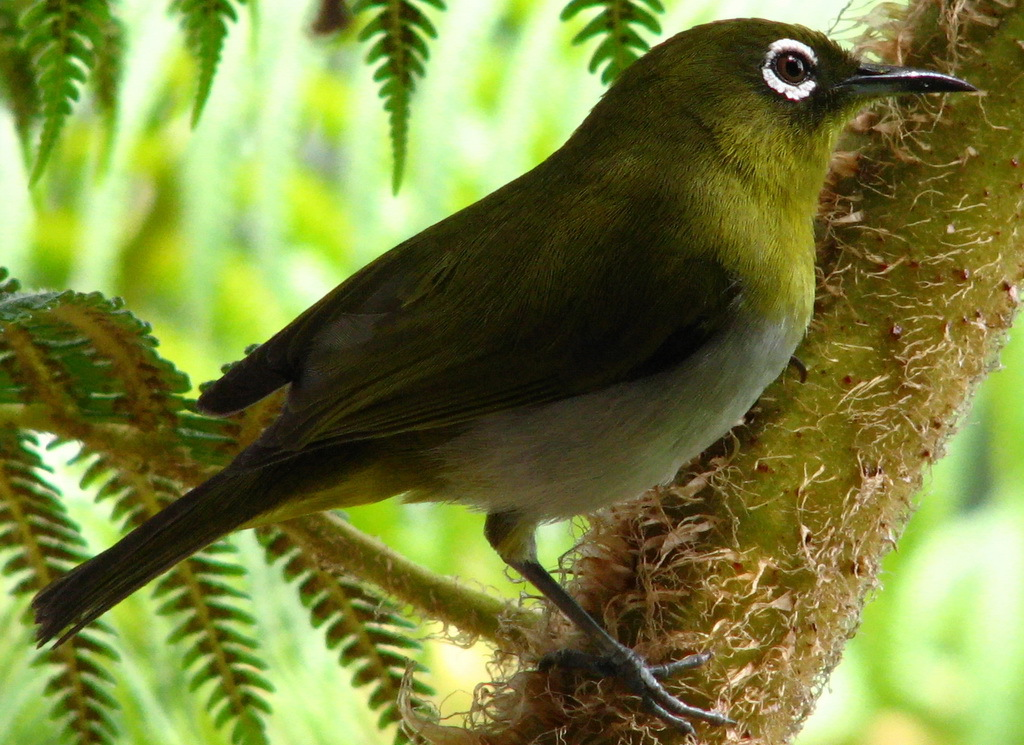

## Répartition et habitat
Il est endémique des zones vallonnées du Sri Lanka, dans le sud-ouest de l'île. On le trouve dans les forêts, les jardins et les plantations, généralement au-dessus de 1 000 m d'altitude.

## Écologie et comportement

### Alimentation
Le Zostérops de Ceylan se nourrit de nectar, de baies et d'insectes (notamment de petits papillons de nuit et de chenilles). Il se nourrit en bandes, y compris avec d'autres espèces dans des volées mixtes ; il s'agit d'un des oiseaux les plus présents dans les volées de son aire de répartition, y jouant généralement un rôle de leader.

### Reproduction
Le Zostérops de Ceylan se reproduit généralement entre mars et mai, avec une ponte ayant lieu en mars ou avril. Il construit son nid dans la forêt, typiquement aux alentours de 3 m d'altitude. Le nid prend la forme d'un bol de 4 à 6 cm de large, placé sur une branche et fait d'herbes et de mousses, et couvert par les feuilles environnantes (protégeant le nid des prédateurs et des fortes pluies). Une couvée comporte généralement deux œufs, qui sont de couleur bleu pâle et sans tâches. Les deux parents couvent les œufs durant environ 11 jours ; les jeunes zostérops deviennent indépendants 28 jours après l'éclosion. Certains individus se reproduisent également entre août et septembre, bien que ce soit plus rare.

## Systématique
Le Zostérops de Ceylan a été décrit pour la première fois par Edmund Holdsworth en 1872 ; il note cependant qu'il avait déjà été repéré par Edward Kelaart comme distinct du Zostérops oriental, mais mal classifié comme Zosterops annulosus, une espèce africaine désormais obsolète.
Il est souvent comparé avec le Zostérops oriental, une espèce plus répandue (présente notamment en Inde) avec qui il partage une partie de son aire de répartition ; cependant, une étude phylogénétique récente suggère que le Zostérops de Ceylan n'est pas particulièrement plus proche de celui-ci que des autres zostérops, ce qui pourrait signifier que les deux espèces ont colonisé l'île à des époques différentes. Le Zostérops de Ceylan est plus grand que le Zostérops oriental et possède un bec plus imposant, ce qui peut lui permettre de coexister avec lui en occupant une niche écologique différente ; il est d'ailleurs dominant dans les hauteurs de l'île, alors que le Zostérops oriental reste plutôt à basse altitude.

## Le zostérops de Ceylan et l'humain

### Conservation
Le Zostérops de Ceylan est considéré comme une "préoccupation mineure" par l'UICN (16 mars 2024), bien que sa population exacte ne soit pas connue, car il est considéré comme commun. Sa population serait néanmoins en diminution en raison de la destruction de son habitat.